# الدوري الأمريكي لكرة القدم 2014
الدوري الأمريكي لكرة القدم 2014 (بالإنجليزية: 2014 Major League Soccer season)‏ هو الموسم 19 من  الدوري الأمريكي لكرة القدم. أقيم خلال الفترة 2014 وحتى 7 ديسمبر 2014، وكان عدد الأندية المشاركة فيه  19، وفاز فيه لوس أنجلوس غلاكسي.